# サンブル族
サンブル族（サンブルぞく、Samburu）は、ケニアに住むナイロート系民族。

## 居住地
ケニア北部、サンブル地区の半砂漠地帯に住んでいる。年齢別集団組織が存在する。

## 生活
ウシ、ヒツジ、ヤギを飼い、主食である乳製品を得る。
毛布をまとい、赤っぽい黄土で身体を飾る。

## 備考
老人にはわがままを言うものを呪う 神秘の力があると信じられており、それが秩序を保つ大きな力となっている。